# WorldWideWeb
Navegador WorldWideWeb é o primeiro navegador para web, desenvolvido na Organização Europeia para a Pesquisa Nuclear (do francês: Conseil Européen pour la Recherche Nucléaire - CERN) em 1990 por Tim Berners-Lee, na linguagem Objective-C e, rodava no sistema operacional NeXTStep 1.0 (baseado nos sistemas Mach 2.5 e BSD 4.3).
No início a sua interface era simples, com a maior parte das informações em formato de texto, com poucas imagens.
Em 2019 o CERN publicou uma reconstrução do navegador que permite o acesso através de navegadores modernos.

## Primeiro website
Além do primeiro navegador, na Organização Europeia para a Pesquisa Nuclear também foi desenvolvido o Protocolo de Transferência de Hipertexto (HTTP), primeiro servidor web e servidor HTTP, o CERN httpd (http://info.cern.ch), a futura linguagem de marcação de hypertextos (HTML), tomando como partida o projeto ENQUIRE que este iniciou em 1980.
Inicialmente com página somente em texto e, foi colocada online em 6 de agosto de 1991, contendo informações básicas sobre: a World Wide Web, como criar um navegador, como configurar um servidor web, etc.
O endereço da primeira página web possuia o seguinte formato:http://info.cern.ch/hypertext/WWW/TheProject.html.